# 埃爾塞里托 (考卡河谷省)

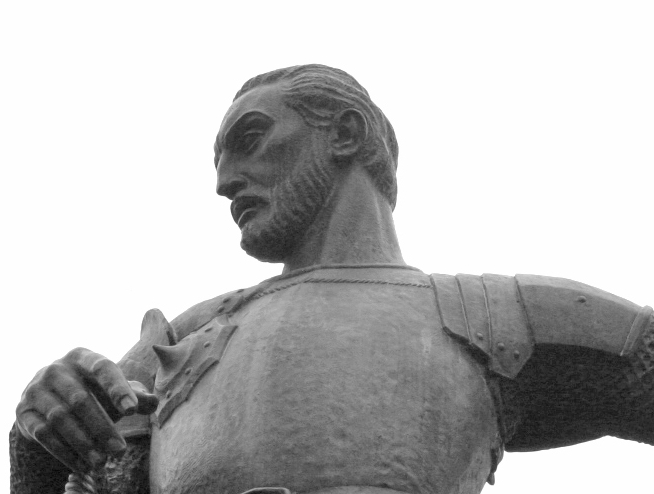

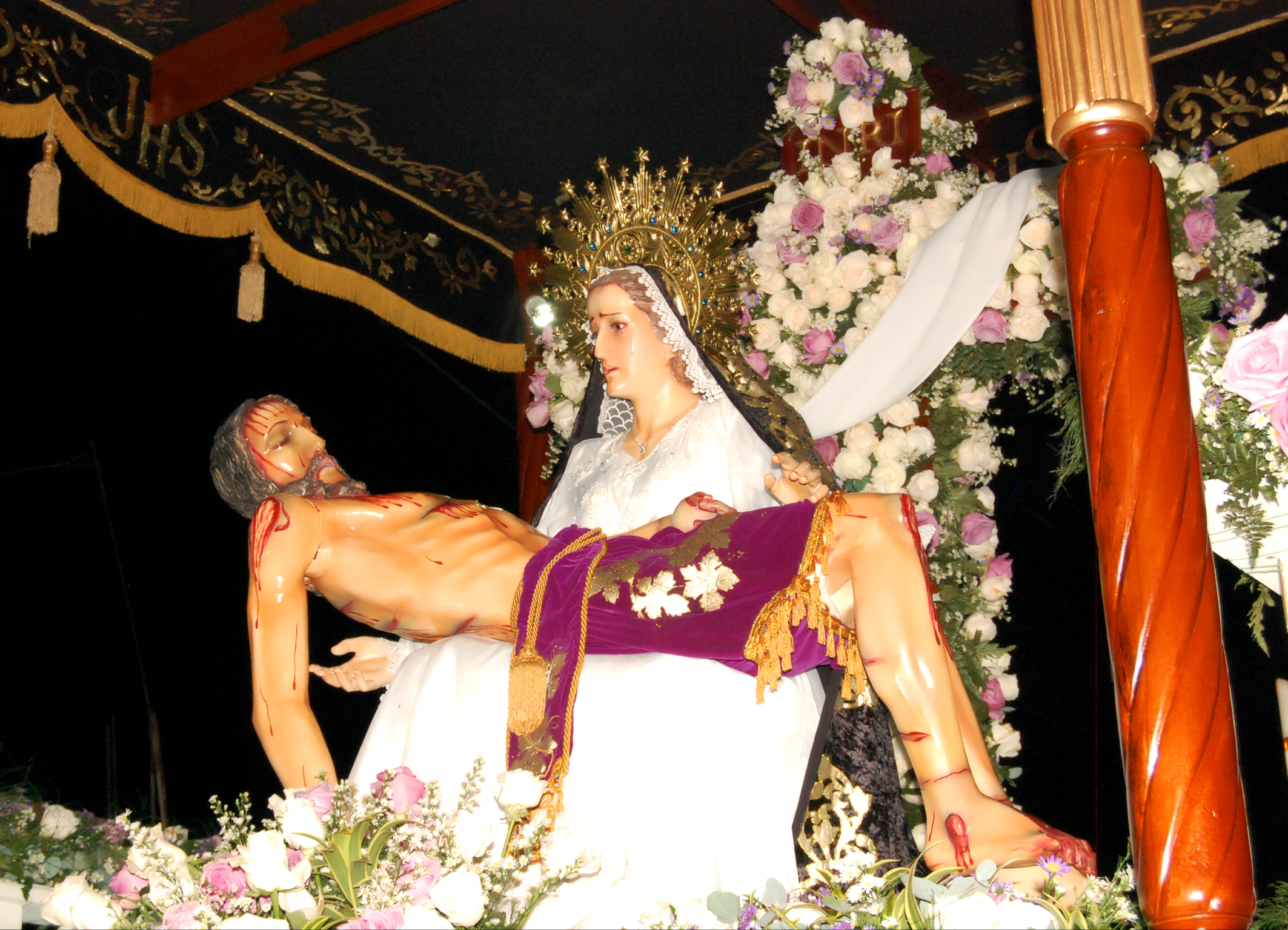

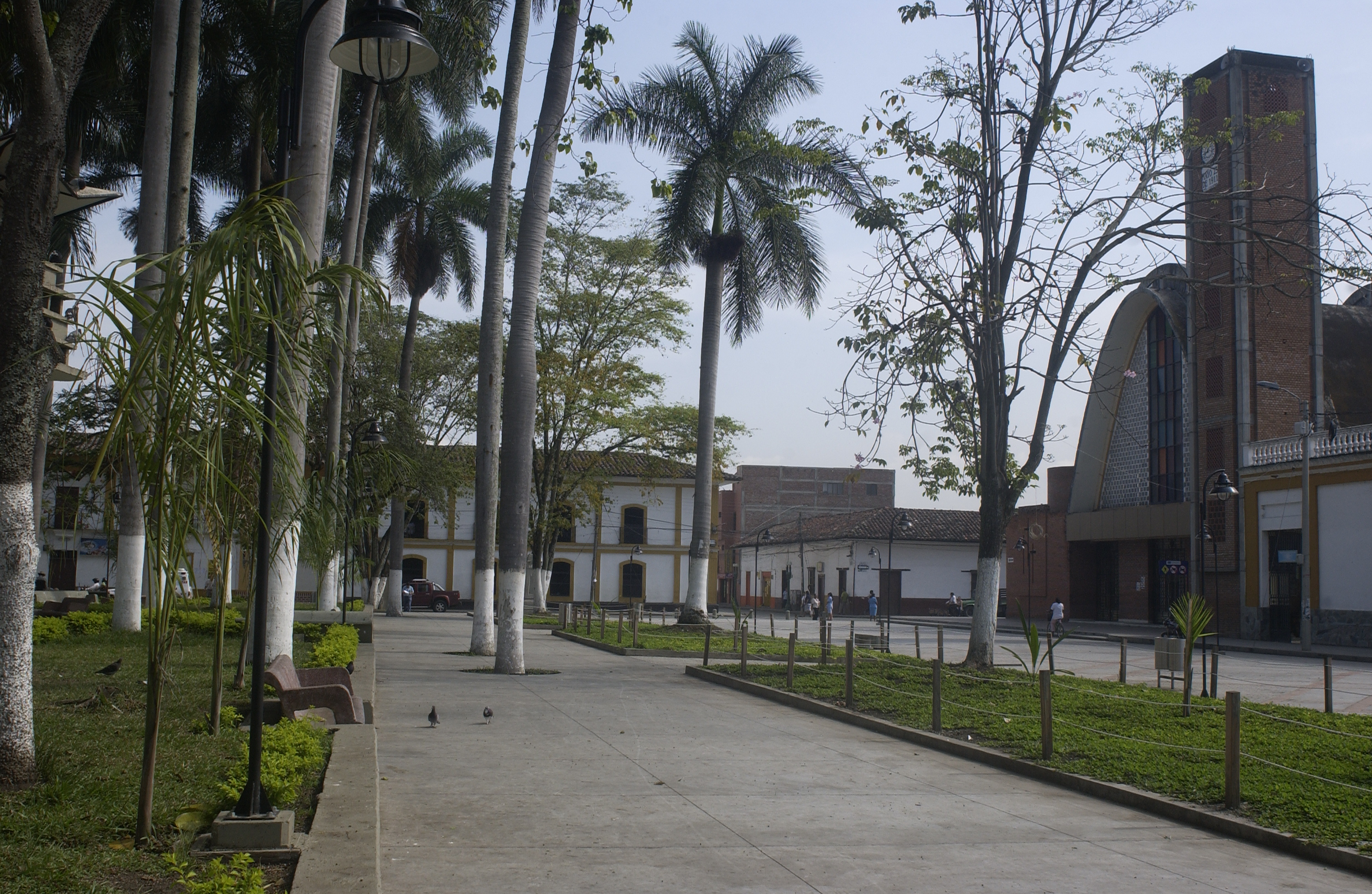

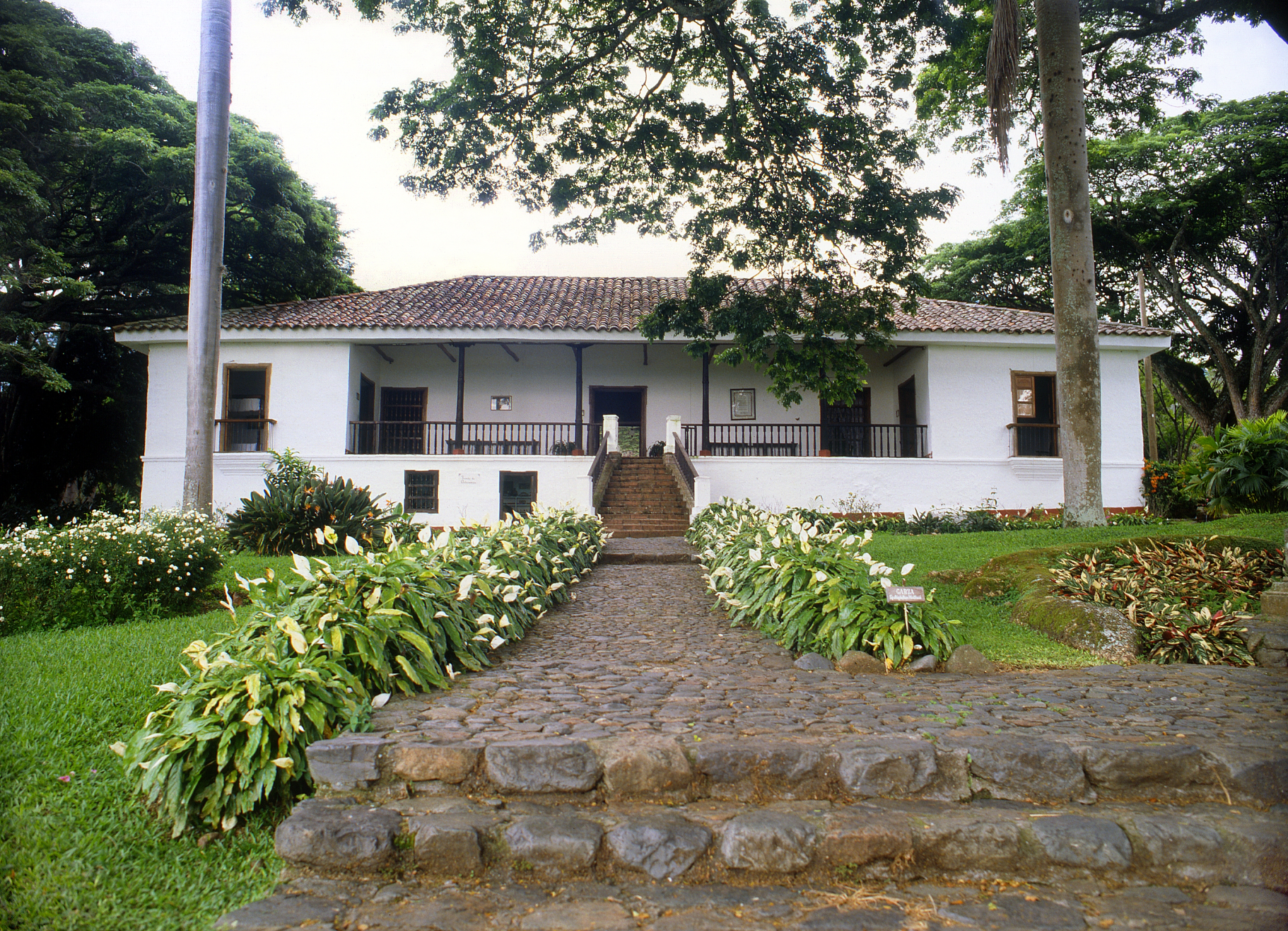

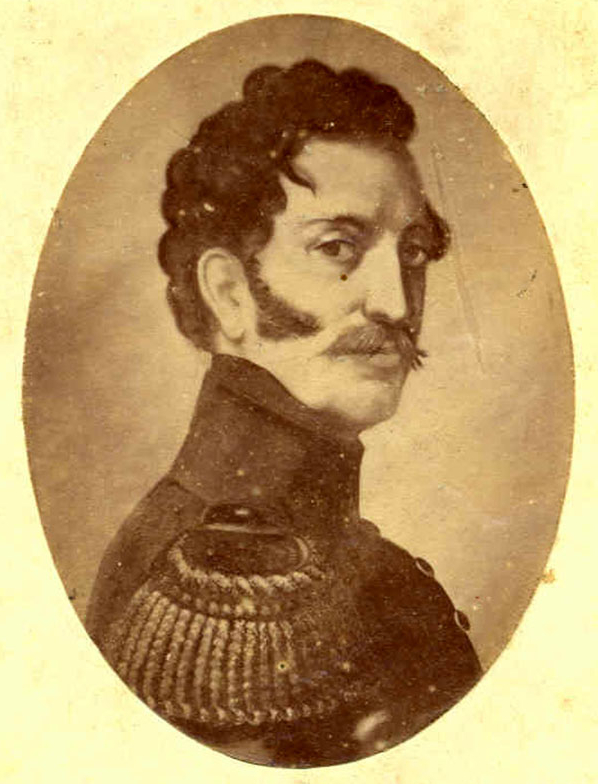

埃爾塞里托（西班牙語：El Cerrito）是哥倫比亞考卡河谷省的城鎮，位於該國西部，距離首府卡利47公里，始建於1825年，海拔高度967米，主要經濟活動有農業和牧牛業，2010年人口56,032。
3°40′N 76°10′W / 3.667°N 76.167°W